# Coupe de France de rugby à XIII 2011-2012
Navigation
Édition précédente Édition suivante
La Coupe de France de rugby à XIII 2012 est organisée durant la saison 2011-2012. La compétition est à élimination directe.

## Huitièmes de finale (week-end du 14 et 15 janvier 2012)
Aucun club hiérarchiquement inférieur ne se qualifie. Et lors des deux confrontations opposant deux clubs de l'Élite, l'équipe qui reçoit l'emporte.
- À Villeurbanne, samedi 14 : Lyon-Villeurbanne (2) - Pia (1) 6 - 56
- À Carcassonne, samedi 14 : Carcassonne (1) - Avignon (1) 40 - 12
- À Cavaillon, dimanche 15 : Cavaillon (2) - Montpellier (1) 22 - 42
- À Palau-del-Vidre, dimanche 15 : Palau (2) - Lézignan (1) 10 - 46
- À Sauveterre-de-Comminges, dimanche 15 : Sauveterre (DN1) - Limoux (1) 10 - 38
- À Baho, dimanche 15 : Baho (2) - Toulouse (1) 20 - 40
- À Villeneuve-sur-Lot, dimanche 15 : Villeneuve (1) - Lescure-d'Albigeois (1) 48 - 8
- À Ornaisons, dimanche 15 : Ornaisons (DN1) - Saint-Estève XIII catalan (1) 20 - 70

## Quarts de finale (week-end du 4 et 5 février 2012)
Seul Lézignan, leader provisoire du championnat de France Élite 2011-12, réussit à obtenir sa qualification à l'extérieur. Carcassonne, à égalité avec Villeneuve, à la fin du temps réglementaire, se qualifie au point en or.
- À Limoux, samedi 4 (reporté au mercredi 22 février) : Limoux - Toulouse 23 - 10
- À Pia, dimanche 5 : Pia - Saint-Estève XIII catalan 20 - 4
- À Montpellier, dimanche 5 : Montpellier - Lézignan 10 - 38
- À Carcassonne, dimanche 5 (reporté au samedi 25 février) : Carcassonne - Villeneuve 18 - 18 (Golden point)

## Demi-finales (week-end du 7 et 8 avril 2012)
À la suite des reports de deux matchs des quarts de finale, la date des demi-finales est décalée d'un mois.
- À Lézignan, samedi 7 : Limoux - Carcassonne 22 - 36
- À Limoux, dimanche 8 : Pia - Lézignan 38 - 6

## Finale - 20 mai 2012
(mt : 8 - 6)
- Homme du match :

Points marqués :
- Carcassonne : 1 essai de Rouanet (4e) ; 1 transformation de Guiraud (4e) ; 4 pénalités de Guiraud (26e, 60e, 68e et 70e)
- Pia : 2 essais de Carrère (38e et 54e) ; 2 pénalités de Grésèque (12e et 46e)

Évolution du score : 6-0, 6-2, 8-2, 8-6 (m.t.), 8-8, 8-12, 10-12, 12-12, 14-12
Arbitre : M. David Ségura
Spectateurs : 6 892
Composition des équipes :
- Carcassonne: Jérémy Guiraud – Nicolas Expert, Teddy Sadaoui, Stuart Reardon, Thomas Barrau – Russell Aitken (o), Amar Sabri (m) – Romain Gagliazzo (c), Jonathan Soum, Upu Poching, Tyronne Pau, Florent Rouanet, Luke Swain - Romaric Bemba, Osea Sadrau, François Jovani, Benjamin Delpech - Entraîneurs : Vincent Banet et Jean-François Albert
- Pia : Shad Royston - Clément Soubeyras, Mathieu Mayans, Steve Naughton, Anthony Carrère - Maxime Grésèque (o), Scott Porter (m) - Broderick Wright, John Boudebza, Ben Vaeau, Mark Cantoni, Dustin Cooper, Anthony Léger - Arty Shead, Unaloto Lamelangi, Christophe Moly, Thomas Ambert - Entraîneurs : Benoît Albert et Patrick Albérola

Carcassonne réalise le doublé Coupe - Championnat face au même adversaire. Après avoir atteint la mi-temps avec un léger avantage (8 - 6), Carcassonne encaisse un essai à la 54e minute et voit Pia mener 8 - 12. C'est seulement à la 71e minute, qu'une dernière pénalité permet aux Audois de prendre le score et de remporter le trophée Lord Derby.